# عمر عبد السلام تدمري
عمر عبد السلام تدمري (1940 -): هو مؤرّخٌ ومحقق وأكاديمي لبناني وُلد في منطقة الحدادين بطرابلس عام 1940.

## نشأته وتعلّقه بالتاريخ
اعتاد عمر تدمري منذ صغره على التجوال في أسواق طرابلس والميناء والضواحي، إلى البدّاوي والبحصاص، وتأمّل العمارة القديمة والآثار، من مساجد ومدارس وحماماتٍ وخانات، وسبل المياه، وحتى الأفران ودور السينما والمصارف والأماكن الرسمية والحكومية، إلى أن طرأت له فكرة تدوين ما يراه في دفتر خاص، أسماه: «دفتر طرابلس»، حتى أنه كان يقيس (أبعاد) كل مسجد، ويقدّر كَمْ يتّسع للمصلين؟ وكذلك دور السينما حيث كان يحصي عدد المقاعد في الصالة السفلى وفي البلكونات، وما إلى ذلك من معلومات. ومن الطريف أنه، حين التحق بقسم التاريخ والحضارة في جامعة الأزهر سنة 1973، وكان من بين المقررات ما يسمّى بقاعة بحث، اختار له أستاذ المادة، في ذلك الوقت، أن يطالع كتاب «المواعظ والإعتبار بذكر الخطط والآثار» للمقريزي، ويكتب ملخصاً عما قرأه، فدخل دار الكتب المعروفة في القاهرة، وطلب مطالعة هذا الكتاب، ومكث عدة ساعات وهو يطالعه، حتى تعجّب من أسلوب المقريزي حيث «تناول عمارة القاهرة في عصره، بالطريقة التي قام بها في ما يتعلق بمدينة طرابلس». وهتف د. تدمر بصوت عال «يا سبحان الله» ومن حوله باحثون ومطالعون، فالتفتوا جميعاً إليه، مستغربين. ومنذ ذلك الوقت، تعلّق عمر تدمري بعلم التاريخ، وقرّر أن تكون دراسته العليا، عن طرابلس في الماجستير والدكتوراه.

## مسيرته العلمية
درس المرحلة الابتدائية في «المدرسة الزاهرية» في مدينة طرابلس، ثم أكمل دراسته الثانوية في كلية التربية والتعليم الإسلامية في طرابلس، ثم انتقل إلى القاهرة فالتحق بجامعة الأزهر، وحصلت منها على شهادة الليسانس في التاريخ والحضارة، ثم درجة الماجستير ثم درجة الدكتوراه بدرجة الشرف الأولى في العام 1976. وكانت رسالته عن الماجستير عنوانها (الحياة الثقافية في طرابلس الشام خلال العصور الوسطى)، والدكتوراه (تاريخ طرابلس السياسي والحضاري عبر العصور)، حيث تناول فيها تاريخ المدينة منذ تأسيسها حتى سقوط دولة المماليك.

## مؤلفاته
صدر لتدمري أكثر من هو 86 عنواناً في 185 كتابا بين تأليف وتحقيق لنوادر المخطوطات، منها قسم كبير عن عصر المماليك
. من مؤلفاته: تاريخ طرابلس السياسي والحضاري (جزءآن)، الثاني خاص بعصر المماليك؛ وتاريخ وآثار ومساجد ومدارس طرابلس في عصر المماليك؛ وموسوعة علماء المسلمين في تاريخ لبنان (16 مجلداً) منها 6 مجلّدات عن الأعلام في عصر المماليك؛ وموسوعة العلماء والأعلام في تاريخ لبنان وساحل الشام صدر منها حتى الآن 9 مجلّدات ويوجد سبع مجلّدات تحت الطبع كلّها عن عصر المماليك. أمّا الكتب المحقّقة فهي بالعشرات، منها أكثر من 20 عنواناً من عصر المماليك، منها: تاريخ الإسلام وذيله، الذهبي (53 مجلّداً)؛ ونيل الأمل في ذيل الدول (9 مجلدات)؛ والمقتفي على كتاب الروضتين (4 مجلّدات)؛ وحوادث الزمان، لابن الحمصي (3 مجلّدات)؛ تاريخ ابن الجزري (3 مجلّدات)؛ تاريخ ابن سباط (مجلّدان)؛ الروض الباسم (4 مجلّدات)؛ ويوجد تحت الطباعة 14 عنواناً بين تأليف وتحقيق. وتمّت ترجمة بعض مؤلّفاته إلى الإنجليزية والتركية.

## مناصبه
عُيّن د. عمر تدمري محاضراً في كليّة الآداب بالجامعة اللبنانية ثمّ أستاذاً مساعداً، ثمّ أستاذاً في ملاك الجامعة، ومشرفاً على رسائل الماجستير والدكتوراه في قسم التاريخ بالجامعة اللبنانية (1976-2004). عمل عضواً في «الهيئة الاستشارية لمعجم شعراء العربية في مؤسسة جائزة عبد العزيز سعود البابطين للإبداع الشعري» لثلاث سنوات (2010-2012). انتُخب ممثّلاً للجمهورية اللبنانية في الهيئة العُليا لاتّحاد المؤرّخين العرب 1988. عُيّن عُضواً في لجنة «ترميم الأسواق والمنشآت الأثرية بطرابلس» بقرار من رئيس مجلس الوزراء 1986، ونتج عن اللجنة المذكورة تبنّي حكومة ألمانيا (الغربية في وقتها) ترميم خان الخيّاطين المملوكي. قام بتكليفٍ من بلدية طرابلس بعملية مسح لآثار طرابلس المملوكية والعثمانية ورفع عدد مواقعها من 30 موقعاً تعترف بها المديرية العامّة للآثار إلى 163 موقعاً. أسهم في تأسيس «رابطة إحياء التراث الفكري في طرابلس» وقام بتصوير سجلّات المحكمة الشرعية بطرابلس التي تزيد على 100 سجلّ ويعود تاريخ السجل الأوّل منها إلى سنة 1666م، ونشره في «معهد العلوم الاجتماعية» في الجامعة اللبنانية 1982. أطلقت بلدية طرابلس على بعض شوارعها أسماء عدّة شخصيات كان لها دورها في تاريخ المدينة بناءً لاقتراحه، ومنهم الملك المنصور قلاوون، والملك الأشرف صلاح الدين خليل، والأمير أسَنْدُمُر الكُرْجي.
يشغل د. تدمري حالياً عضوية الهيئة الاستشارية العليا بمشروع «موسوعة الكويت للعالم الإسلامي» إعداد وزارة الأوقاف في دولة الكويت، وهو محكّم للأبحاث والرسائل الجامعية في لبنان والدول العربية، ولعدّة مجلّات. نُشِر له أكثر من 40 بحثاً في ندوات ومؤتمرات دولية. نُشِر له أكثر من 200 دراسة في الدوريات العربية بمعظم الدول العربية ومئات المقالات التاريخية في الصحف والمجلّات. أنجز كتابة المادّة التاريخية والحضارية لإحدى وعشرين لوحة عن طرابلس والميناء وشمال لبنان لعرضها في المتحف داخل قلعة طرابلس ضمن مشروع الإرث الثقافي بمشاركة مديريّة الآثار ووزارة السياحة اللبنانية. أصدر له معهد المخطوطات العربية بالقاهرة «المستدرك على الجزء الثامن من المعجم الشامل للتراث العربي المطبوع» 1977.

## فنّ التحقيق
لم يتلقّى تدمري فنّ التحقيق على يد أحد من المحققين. فقد كان يتردد على دار الكتب بالقاهرة أثناء دراسته ويقف على بابها قبل أن يصل من يفتح الباب فيدخلَ معه ويمكثَ فيها حتى تغلق الدار (من الساعة الثامنة صباحا إلى الثامنة مساء). 
وعرف فيما بعد أن هناك مركزا لتحقيق التراث في قسم مُلحق بدار الكتب، فتسلل إليه بدون استئذان، وأصبح الموظفون يعرفونه من شدّة ما كان يتردد على الدار، فكان يجد ثلاث أو أربع حلقات لأساتذة محققين يتحلق حول كل واحد منهم خمس أو ست طلبة، ويقرأ أحد الطلبة المخطوط والأستاذ يُصحح، وإذا مروا على مصطلح طبي أو فلكي يطلب من كل واحد من الطلبة حسب ما كلّفه به أن يشرح هذا المصطلح بالرجوع إلى المعاجم المتخصصة في ذلك الفن. فكان تدمري يجلس بعيدا ويسترق السمع والنظر فالتقط مبادئ هذا الفن. كما استفاد تدمري أثناء قراءته للكتب من طرائق أصحابها في التحقيق والتعليق والدراسة.

## الجوائز
نال وسام «المؤرّخ العربي» من إتّحاد المؤرّخين العرب على نتاجه العلمي 1993. 